# Cabane de Jack London
Pour les articles homonymes, voir Cabane et Jack London.
La cabane de Jack London (Jack London's cabin, en anglais) est une cabane en rondins historique de 1897, de la Cité de Dawson dans le Yukon au Canada. Le célèbre écrivain voyageur-aventurier américain Jack London (1876-1916) y vécut durant l'hiver 1897-98 durant la ruée vers l'or du Klondike (1896-1899).
Deux répliques du musée Jack London Museum dédié à sa mémoire de 1965, et du Jack London Square (en) d'Oakland en Californie, sont des lieux de mémoire littéraires d'inspiration de ses romans emblématiques Le Fils du loup (1900), L'Appel de la forêt (1903), et Croc-Blanc (1906)...

## Historique

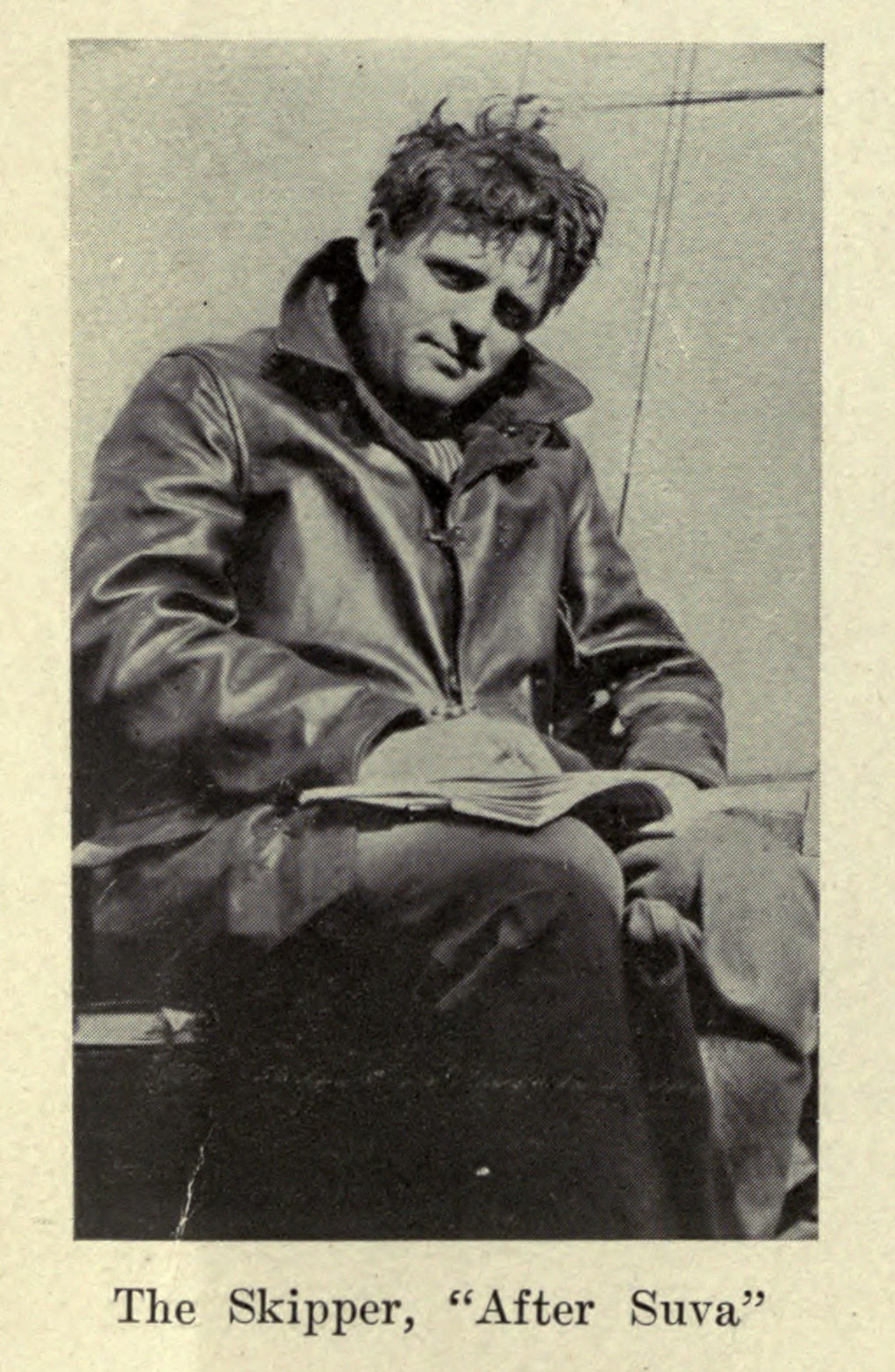
Jack London, en 1910

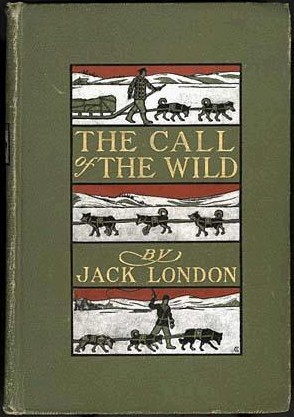
Roman L'Appel de la forêt, de Jack London (1903)

Originaire de San Francisco en Californie, Jack London part rapidement explorer le monde pour devenir écrivain-romancier-aventurier, en quête de rêve américain.
Le 7 juillet 1897, le bateau à vapeur Excelsior arrive dans la baie de San Francisco, avec une tonne d'or dans ses cales, et 15 prospecteurs qui affirment arriver du port de St. Michael en Alaska, avec de l'or de l'Eldorado du Klondike dans le Yukon, à la frontière du Canada et de l'Alaska.
Âgé de 21 ans, Jack London participe alors durant un an à la ruée vers l'or du Klondike (1896-1899), en partant du port d'Oakland pour arriver à Dawson City (la cité de l'or) en septembre 1897, en tant que romancier-écrivain-aventurier chercheur d'or. Après six semaines de préparation ultime et de fête dans les bars Last Chance Saloon (en) (qui lui inspire son roman Le Cabaret de la dernière chance de 1913) il passe l'hiver 1897 jusqu'au printemps 1898, pour exploiter sa concession no 54 (par des températures extrêmes de -30 °C l'hiver) sur les bords sauvages du Klondike d'Henderson Creek, à 120 km au sud de la Cité de Dawson, dans cette cabane en rondins à toiture végétale (avec son grenier-garde-manger hors de portée des ours) avec son chien Buck et ses chiens d'attelage qui lui inspirent ses futurs romans.
Il contracte diverses maladies graves dont le scorbut, ne trouve pas d'or, mais devient rapidement célèbre dans le monde et fait fortune en racontant ses aventures de chercheur d'or dans la région, dans de nombreux romans, en particulier dans ses romans  best-seller emblématiques Une odyssée du Grand Nord (1900), Le Silence blanc (1900), Le Fils du loup (1900), L'Appel de la forêt (1903), et Croc-Blanc (1906),,...

## Musées Jack London
Abandonnée après la ruée vers l'or, sa cabane est redécouverte par des trappeurs en 1936. Une signature de London sur un mur est identifiée en 1965 par le romancier-historien américain Dick North, qui l'a fait démonter puis reconstruire en deux répliques à partir des matériaux d'origine partagés en deux, et de photo d'origine, en mémoire du célèbre romancier, et de la ruée vers l'or du Klondike :

### Cabane de Dawson City
Une réplique est reconstruite à Dawson City, à côté du musée Jack London Museum, fondé par Dick North, où sont exposés objets, matériels d'orpaillage, souvenirs, raquette à neige, photos, documents, lettres... du séjour de Jack London dans la région.

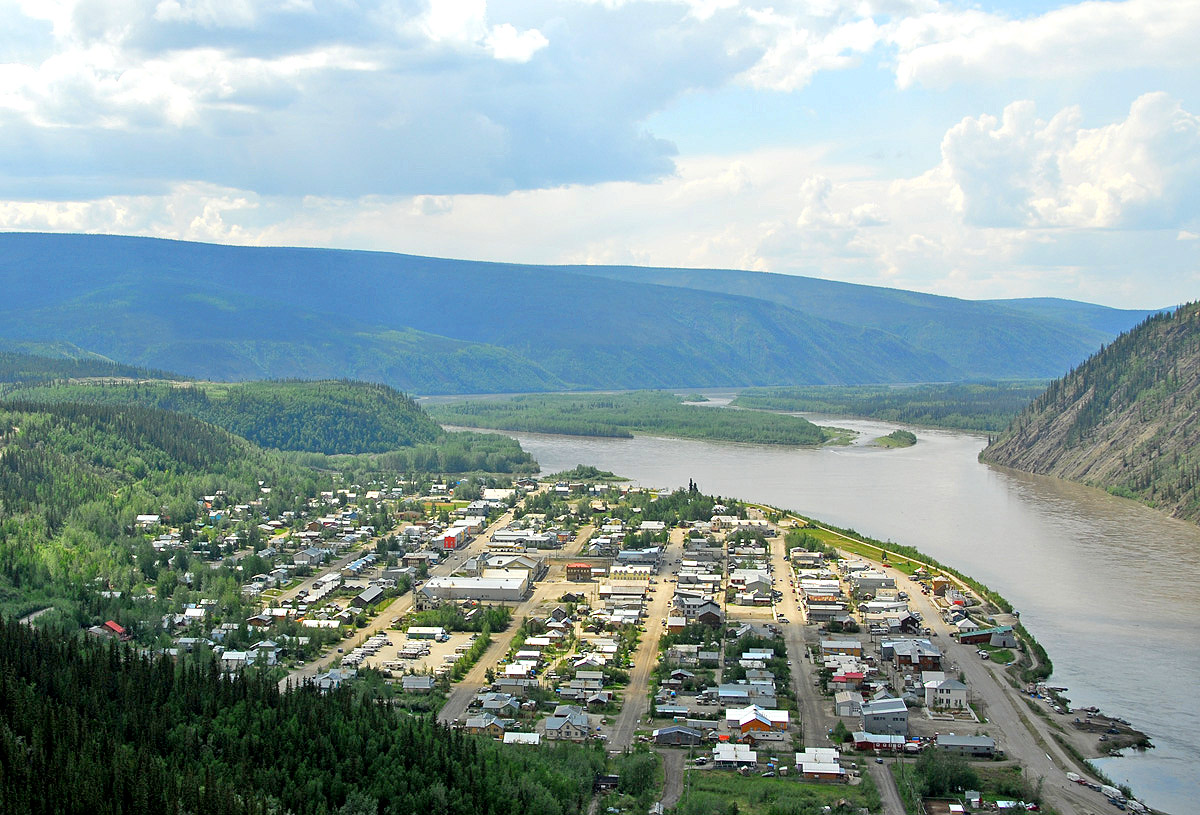
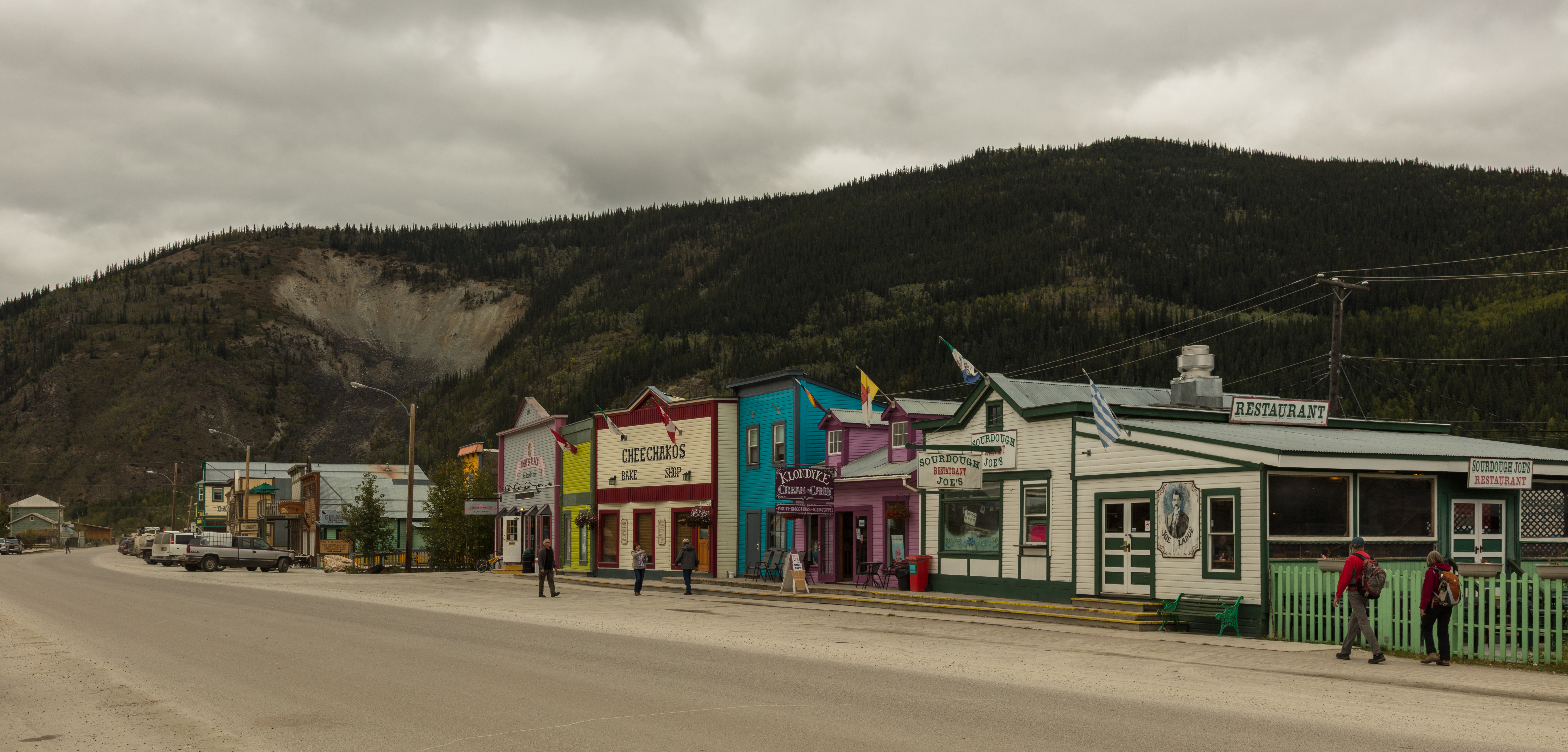
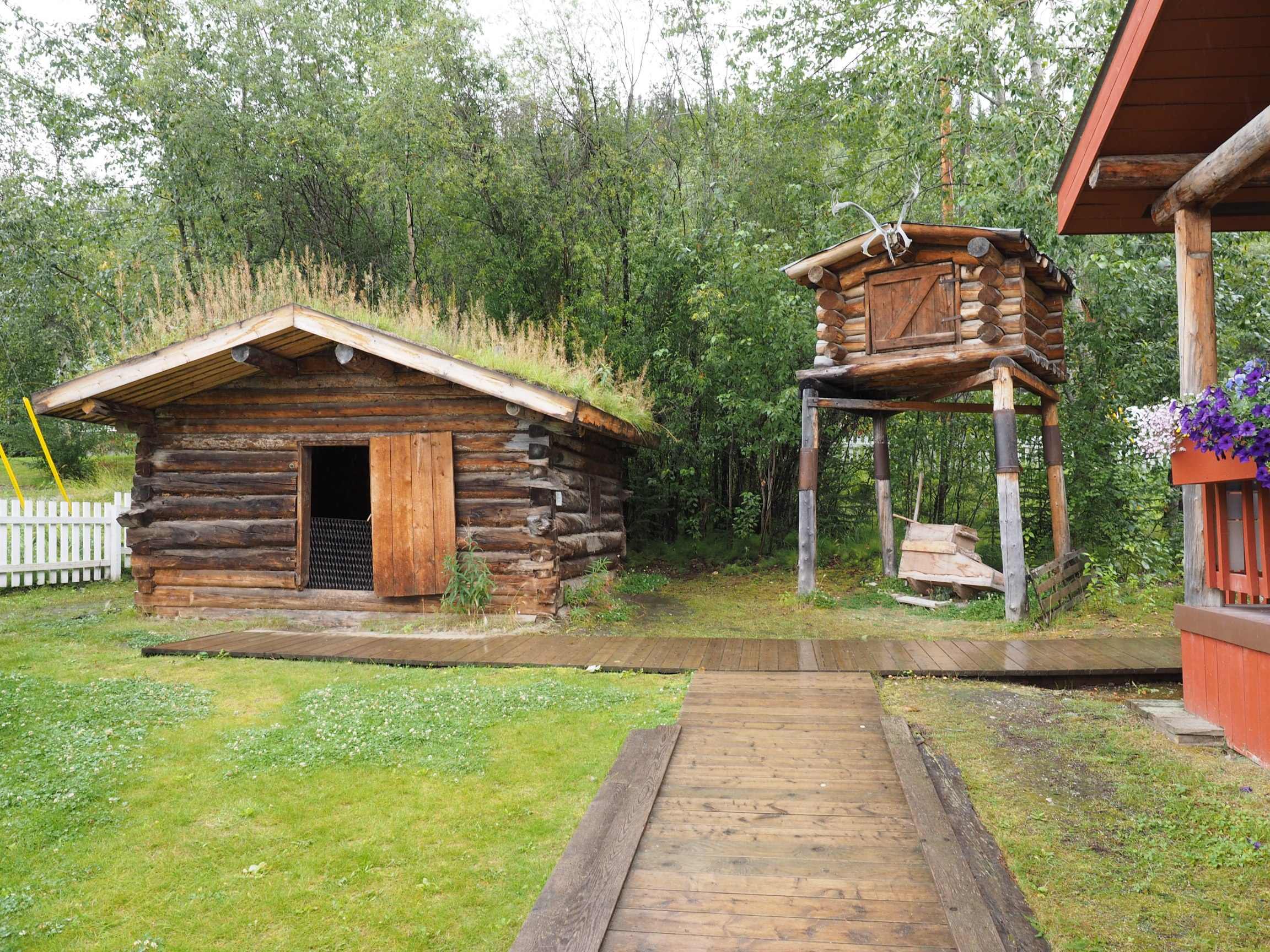
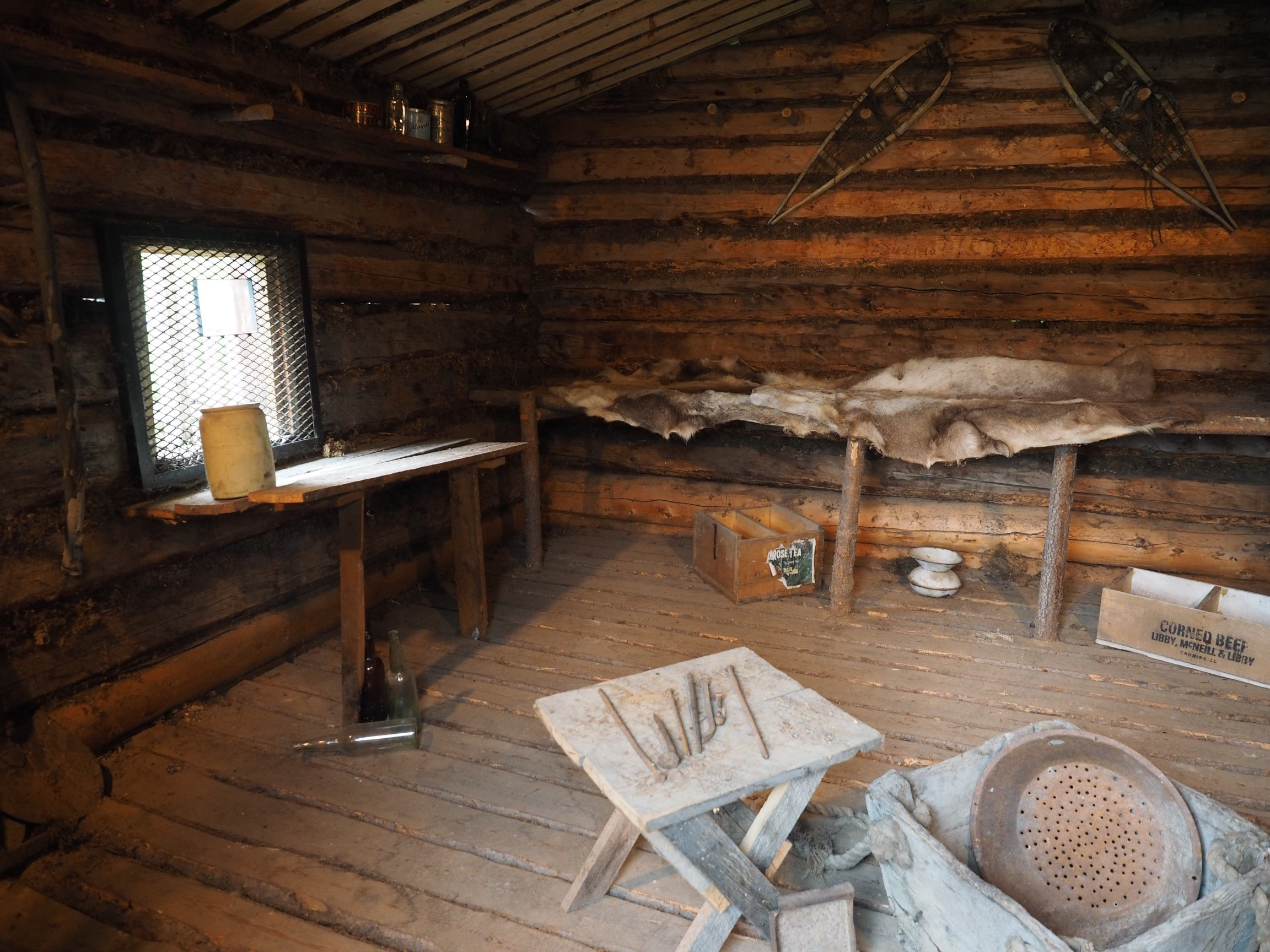
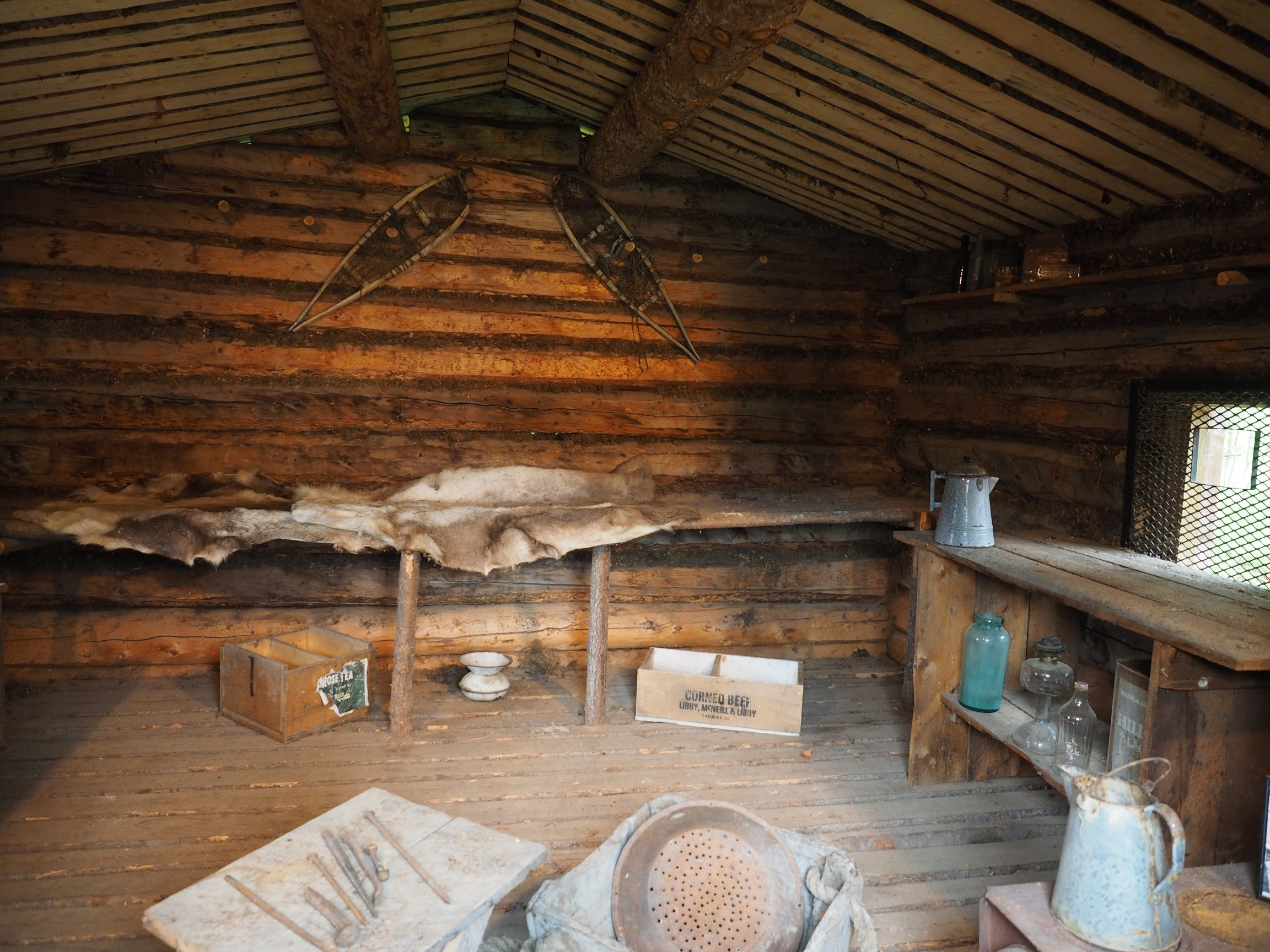
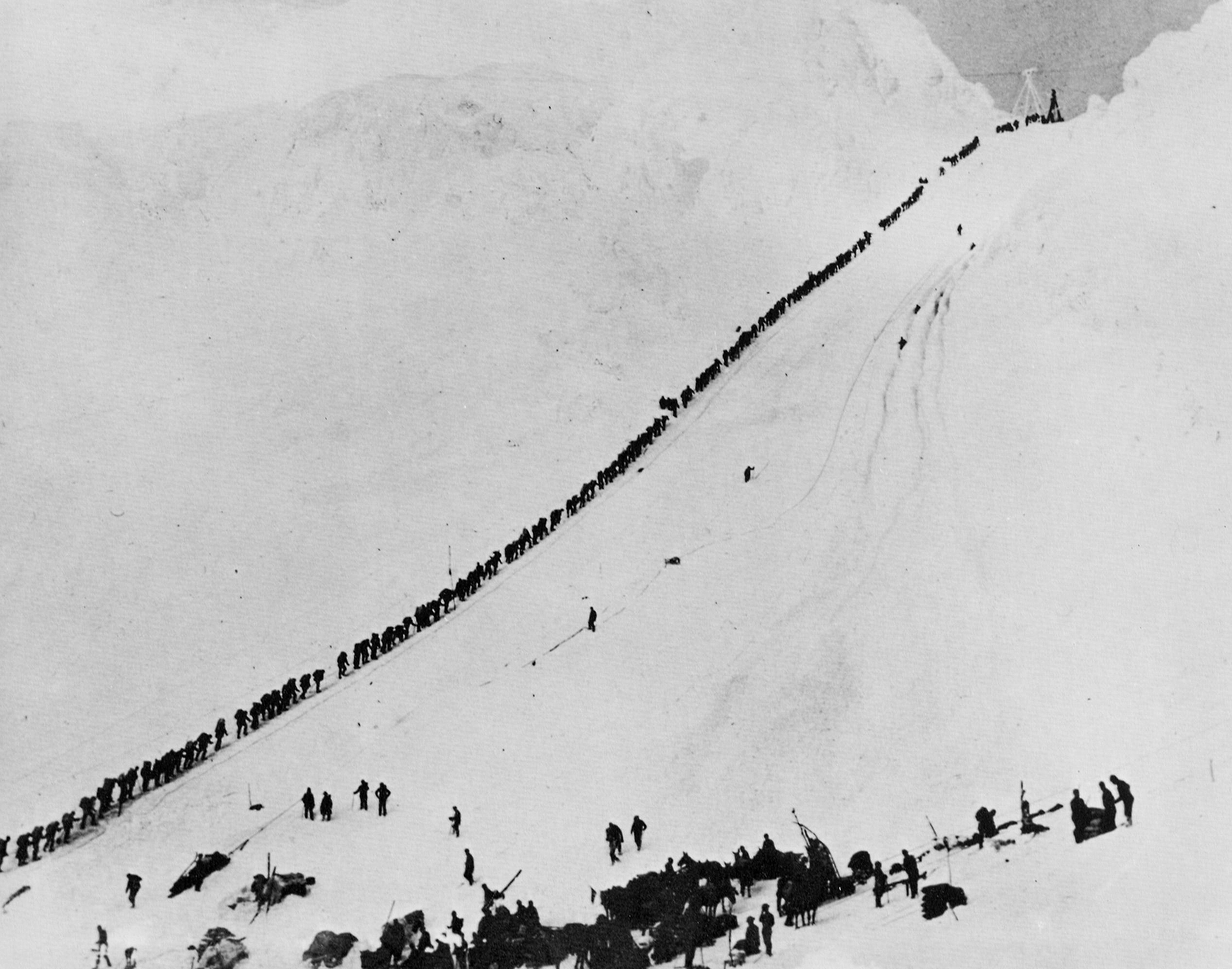
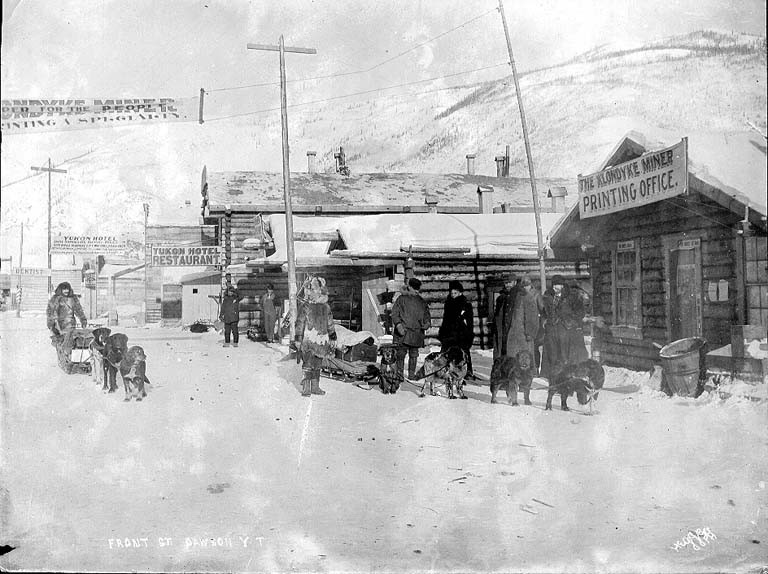
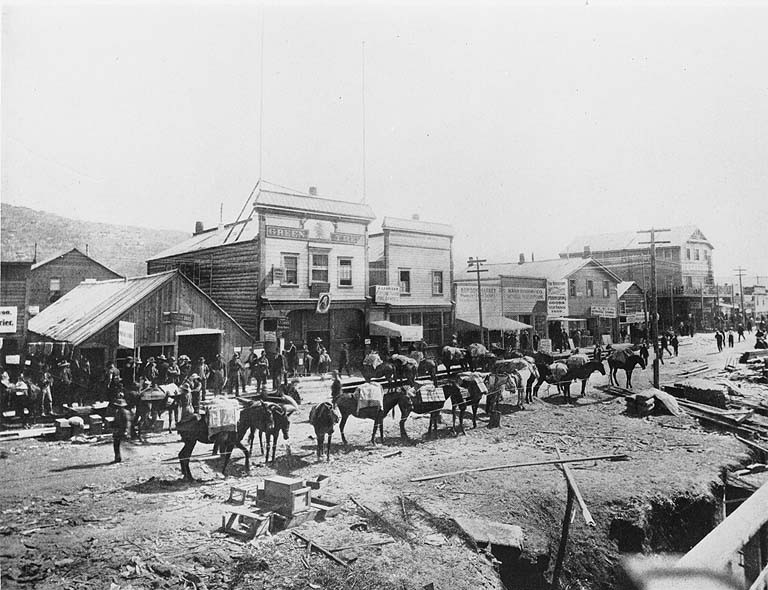
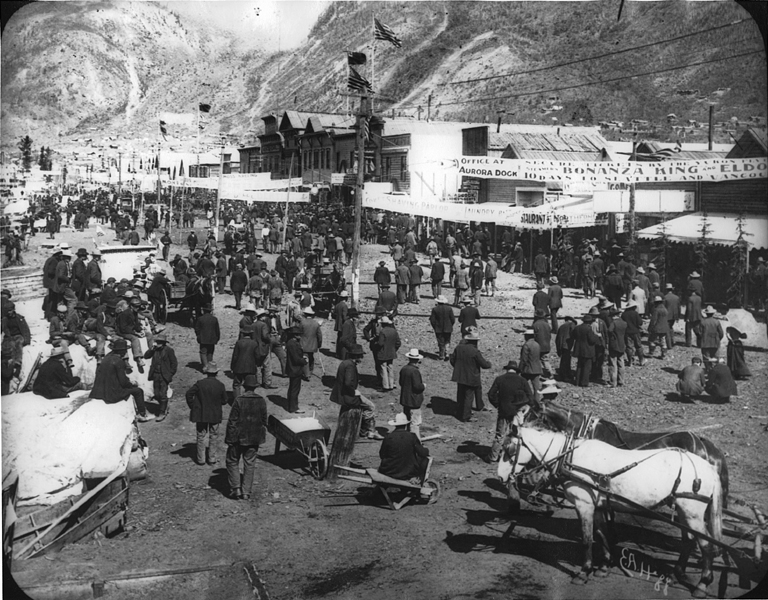
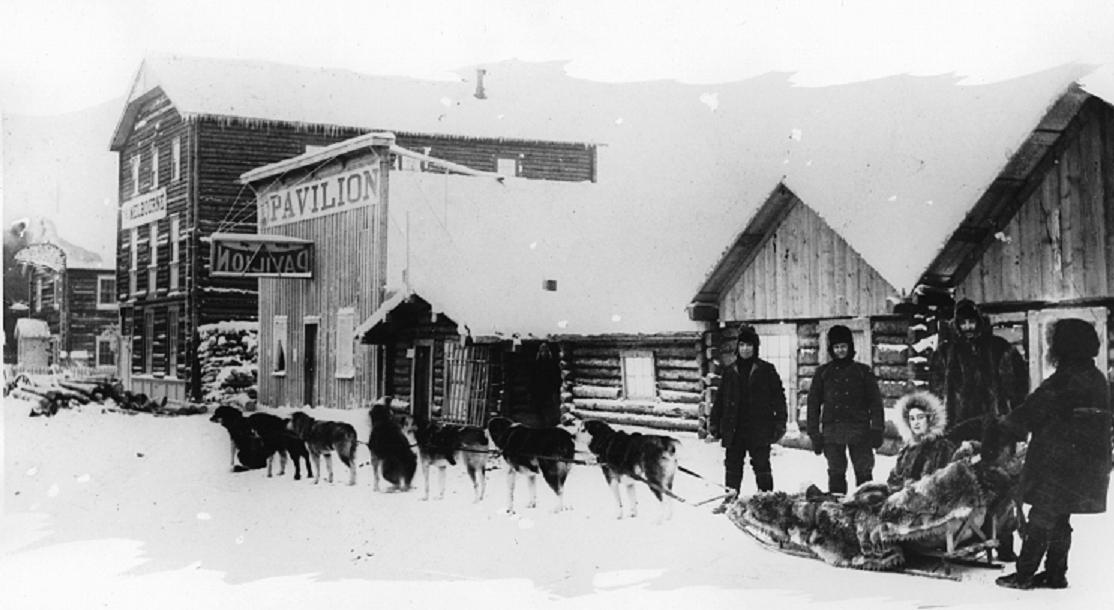

La ville de Dawson City (1400 habitants en hiver) déclarée lieu historique national du Canada depuis 1959, conserve de nombreux bâtiments et structures historiques préservées de l'époque de la ruée vers l'or (1896-1899).

### Cabane d'Oakland en Californie
Une seconde réplique est reconstruite à Oakland près de San Francisco en Californie, inaugurée le 1er juillet 1970, sur le Jack London Square (en), près du port d'Oakland de la baie de San Francisco, à proximité du saloon Heinold's First and Last Chance Saloon (en),, où Jack London vivait et a embarqué sur un navire en 1897 pour sa ruée vers l'or vers le Yukon.

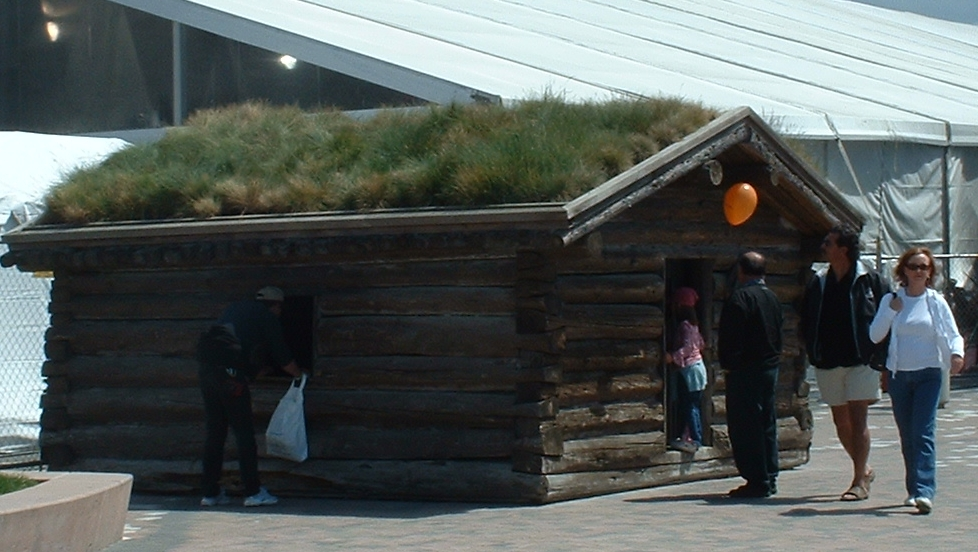
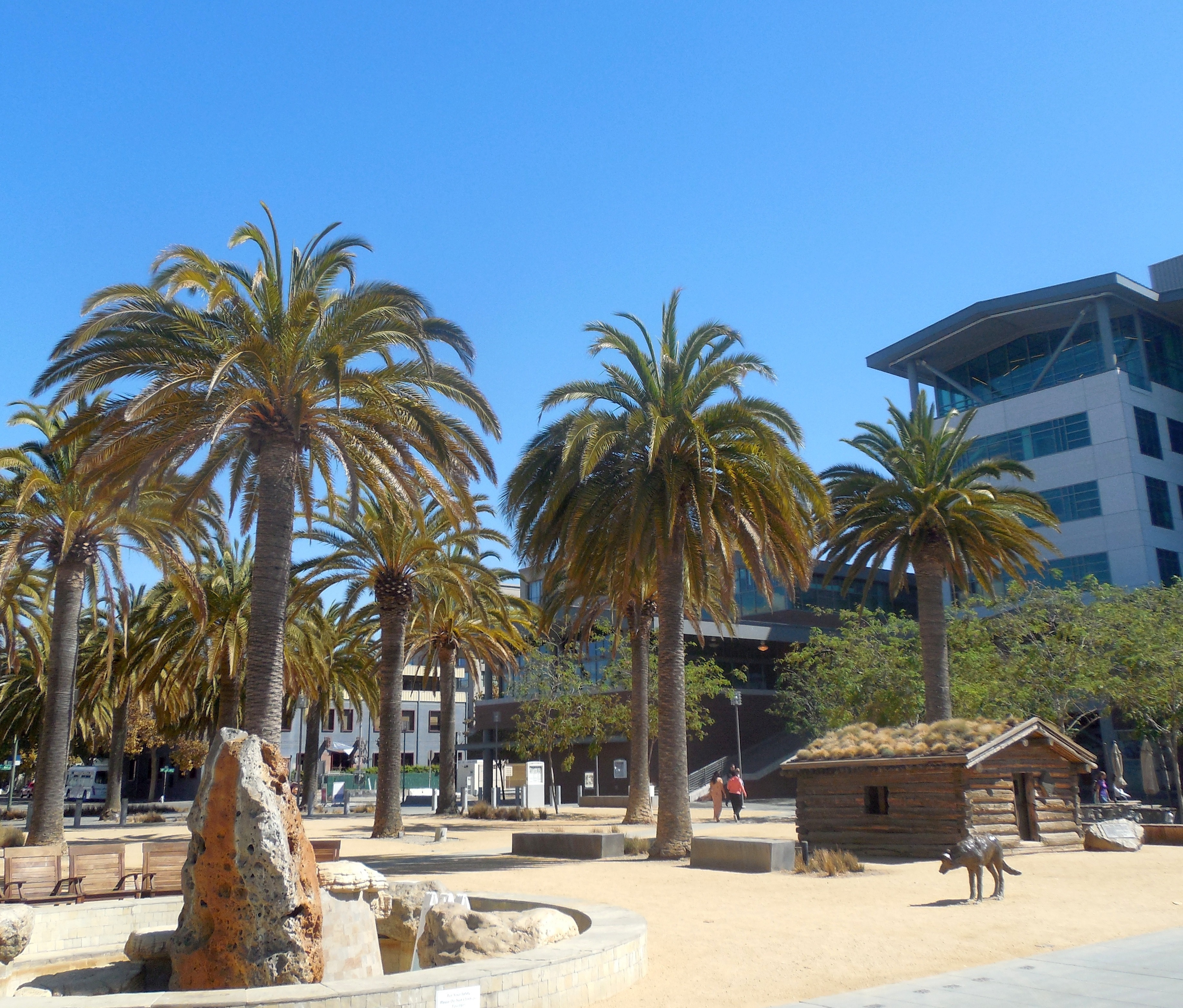
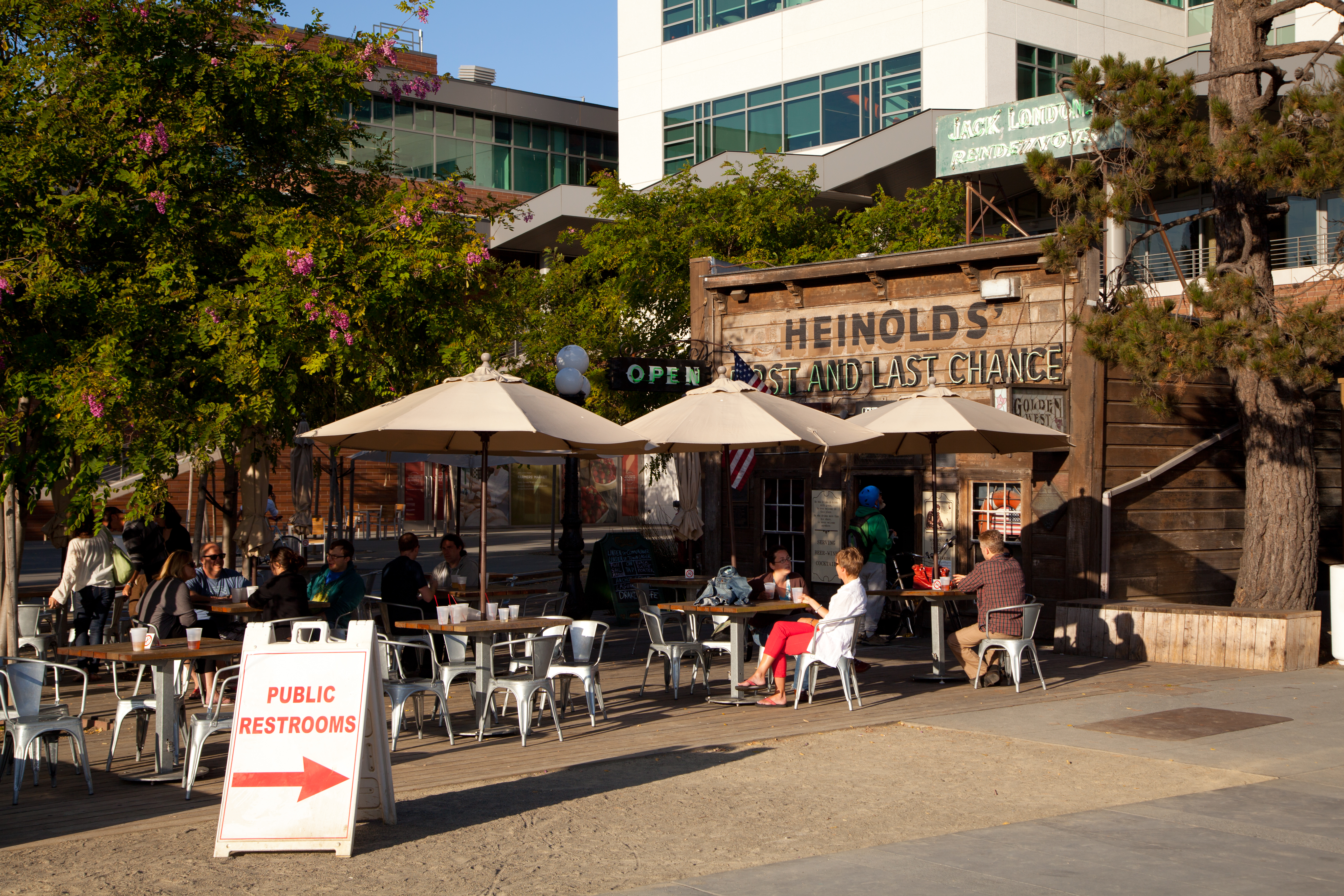
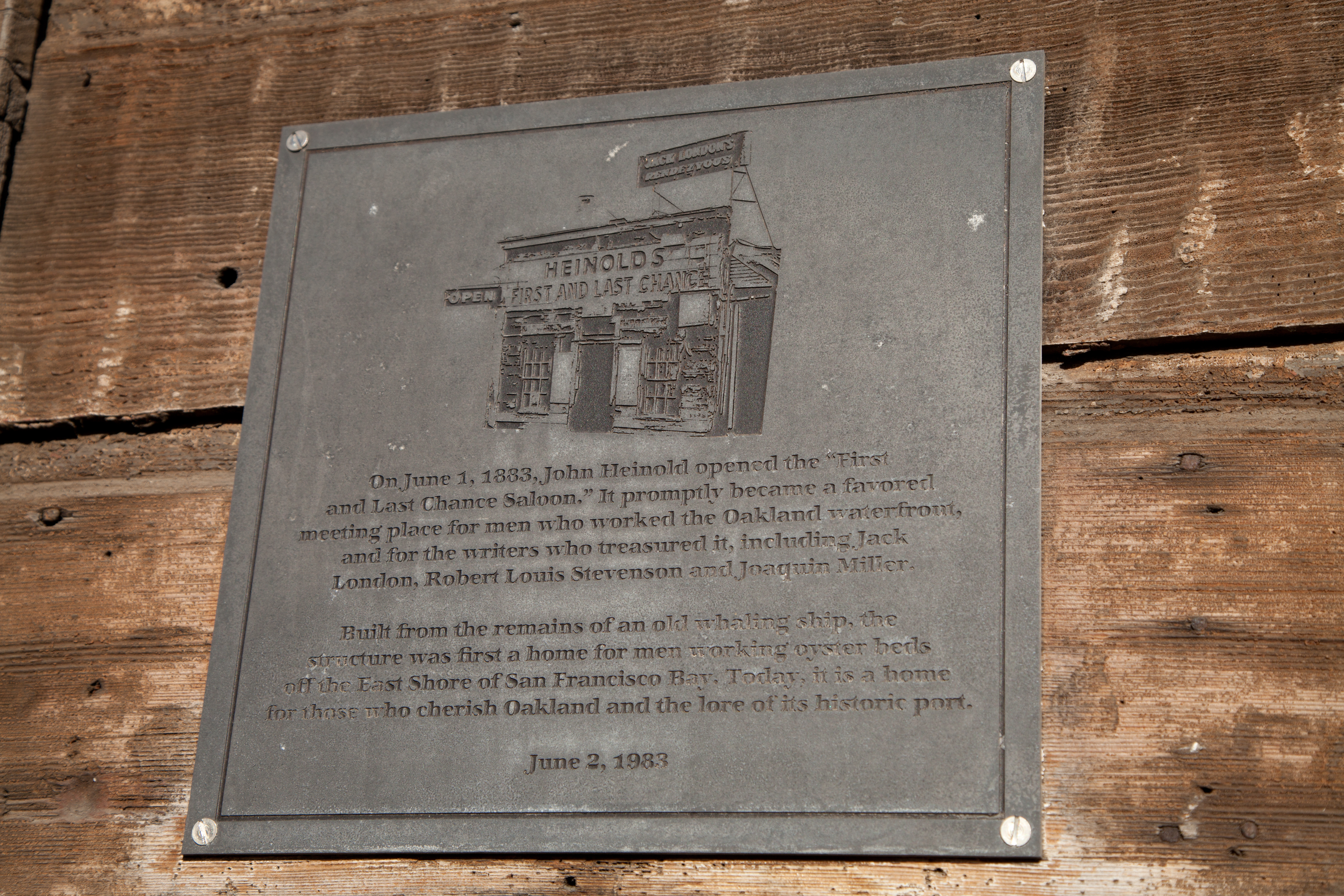
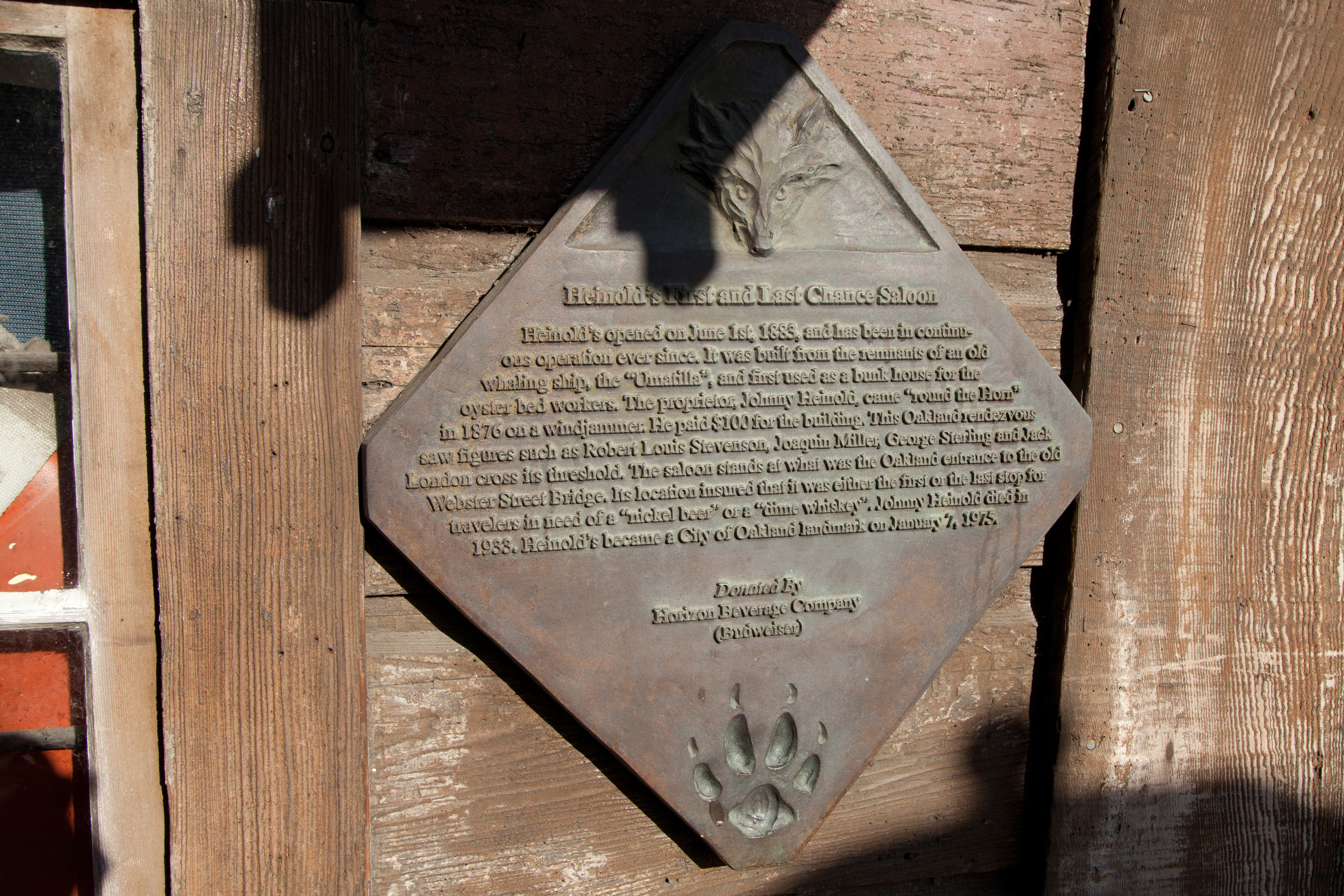

## Autres musées Jack London
- Maison de Jack London et Wolf House, en Californie

## Autre musées-cabanes
- Musée Davy Crockett, dans le Tennessee aux États-Unis.
- Musée case de l'oncle Tom, près de Washington D.C. dans le Maryland